# ハンス・ベーテ
ハンス・アルプレヒト・ベーテ（Hans Albrecht Bethe ドイツ語発音: [ˈhans ˈbeːtə], 1906年7月2日 - 2005年3月6日）は、アメリカの物理学者。シュトラスブルク（当時ドイツ領、現フランス・ストラスブール）出身のドイツ系ユダヤ人移民。業績は極めて多岐に渡っているが、最も重要なものは1939年に恒星内のエネルギーが核融合反応によるものであることを明らかにしたことである。1967年、「原子核反応理論への貢献、特に星の内部におけるエネルギー生成に関する発見」によってノーベル物理学賞を受賞した。

## 経歴
フランクフルト・アム・マインで物理学を学び、ミュンヘン大学で博士号を得る。ケンブリッジ大学などでのポスドクの後、テュービンゲン大学の教職員となった。
ユダヤ系のため、ナチスが政権を握った1933年にドイツからイギリスに逃れ、マンチェスター大学の講師を務め（1933年-34年）、1935年にはアメリカのコーネル大学の教授となる。
第二次世界大戦の間、彼はロバート・オッペンハイマーに招かれカリフォルニア大学バークレー校での特別夏季会議に参加した。それは原子爆弾の最初の概略を説明したものであった。オッペンハイマーがロスアラモスで秘密兵器研究所を開設したとき、ベーテは理論部門の監督に任命された。
1948年から1949年までコロンビア大学に客員教授として招かれた。戦後ベーテは水素爆弾の開発計画に反対したが、ハリー・S・トルーマン大統領が開発計画を宣言し、朝鮮戦争が勃発したときベーテは計画に参加し開発に重要な役割を果たした。1957年王立協会外国人会員選出。

## 業績
ベーテの業績は極めて多岐に渡っているが、最も重要なものは1939年に恒星内のエネルギーが核融合反応によるものであることを明らかにしたことである。他に荷電粒子のエネルギー損失に関するベーテ公式や原子核の結合エネルギーに関するワイツゼッカー=ベーテ質量公式など。これら原子核反応理論に関する一連の業績によって、1967年にノーベル物理学賞を受賞した。また戦後間もなく、いわゆるラムシフトについて非相対論的な概算ではあるが極めて正確な計算を導き、弟子のリチャード・ファインマン、フリーマン・ダイソンらによる量子電磁力学の完成に決定的な寄与をなした。1次元量子系の厳密解を求める手法であるベーテ仮設(Bethe ansatz)の導入やベーテ格子などでも知られる。前者はハイゼンベルク模型の厳密解を求める中で見出され、今日では超弦理論から超伝導に至るまで様々な領域に応用されている。晩年に至るまで旺盛な研究意欲で知られ、既に80代になっていた1990年にも、いわゆる太陽ニュートリノ問題に関連して重要な論文を残している。
アルファ・ベータ・ガンマ理論は知人であるジョージ・ガモフの提案により名義だけ貸している。

## 主な受賞歴
- ヘンリー・ドレイパー・メダル（1947年）
- マックス・プランク・メダル（1955年）
- フランクリン・メダル（1959年）
- エディントン・メダル（1961年）
- エンリコ・フェルミ賞（1961年）
- ランフォード賞（1963年）
- アメリカ国家科学賞（1975年）
- ヴァネヴァー・ブッシュ賞（1985年）
- ロモノーソフ金メダル（1989年）
- オスカル・クラインメダル（1990年）
- エルステッド・メダル（1993年）
- ベーカリアン・メダル（1993年）
- ブルース・メダル（2001年）
- ベンジャミン・フランクリン・メダル（2005年）